# La Femme Spectacle
La Femme spectacle és una pel·lícula dirigida per Claude Lelouch el 1964.

## Argument
Una assaig sobre el que provoca la «dona objecte».

## Repartiment
- Jean Yanne
- Gérard Sire